# Open GDF SUEZ des Contamines-Montjoie 2013
L'Open GDF SUEZ des Contamines-Montjoie 2013 è stato un torneo di tennis facente parte della categoria ITF Women's Circuit nell'ambito dell'ITF Women's Circuit 2013. Il torneo si è giocato a Les Contamines-Montjoie in Francia dal 22 al 28 luglio 2013 su campi in cemento e aveva un montepremi di $25,000.

## Vincitrici

### Singolare
Kristína Kučová ha battuto in finale  Clothilde de Bernardi con il punteggio di 7–5, 6(3)–7, 6–3

### Doppio
Nicole Clerico /  Nikola Fraňková hanno battuto in finale  Vanesa Furlanetto /  Amandine Hesse con il punteggio di 3–6, 7–6(5), [10–8]